# Chikkegowdanahalli, Koratagere
Chikkegowdanahalli là một làng thuộc tehsil Koratagere, huyện Tumkur, bang Karnataka, Ấn Độ.